# Bal maturalny (film 1980)
Bal maturalny (tytuł oryg. Prom Night) – kanadyjski horror z 1980 roku w reżyserii Paula Lyncha. W 2008 roku powstał amerykański remake tego filmu.
Film doczekał się serii kontynuacji, kolejno w latach: 1987, 1990 i 1992. Sequele Balu maturalnego to: Witaj, Mary Lou!, Ostatni pocałunek i Ocal nas od zła.